# Tournoi de Madrid de 1575

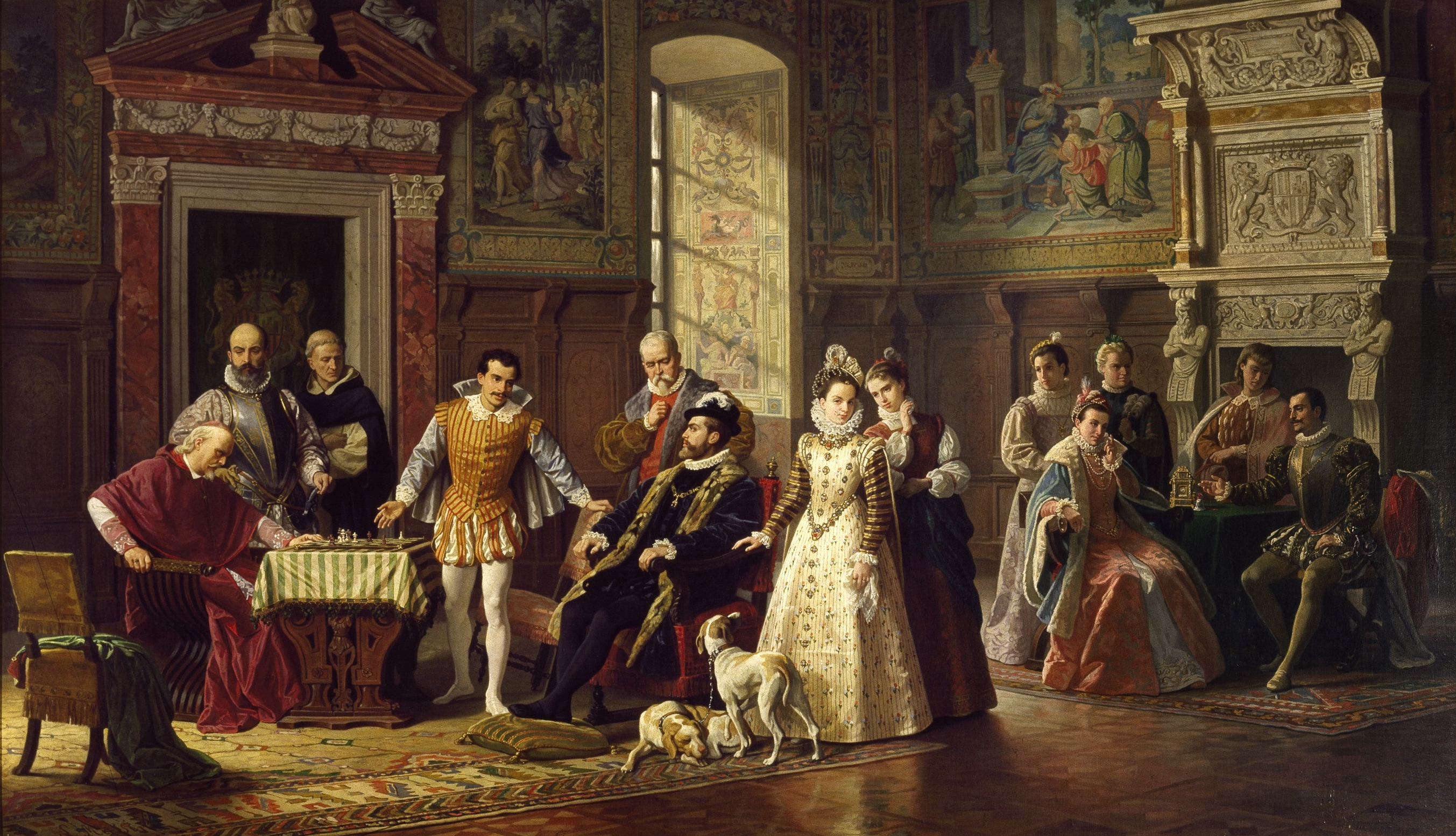
Tournoi d'échecs à la cour du roi d'Espagne par Luigi Mussini, 1883

Le Tournoi de Madrid de 1575 est le nom donné à une série de parties d'échecs qui ont eu lieu en 1575 à la cour du roi d'Espagne Philippe II. On considère que c'est le premier concours international de l'histoire du jeu d'échecs, durant lequel Giovanni Leonardo da Cutri et Paolo Boï ont joué à des moments différents contre Ruy López et le champion espagnol Alfonso Cerón. 

## Le tournoi de Madrid dans l'art
- Luigi Mussini — tableau Leonardo da Cutro et Ruy López jouant aux échecs à la cour du roi d'Espagne, (en italien : Una sfida scacchistica alla Corte del Re di Spagna, ou Leonardo da Cutro e Ruy Lopez giocano a scacchi alla corte di Spagna)(1883.)
- Andreï Avramenko — histoire et récits d'aventures (ru) Andreï Avramneko, « Tournoi d'échecs en 1575 »,‎ 2021